# Королёв, Олег Петрович
Оле́г Петро́вич Королёв (род. 23 февраля 1952, п. Тербуны, Тербунский район, Курская область (ныне Липецкая область), РСФСР, СССР) — российский государственный и политический деятель. Член Совета Федерации Федерального собрания Российской Федерации с 11 января 1994 по 1 января 2002 и с 15 ноября 2018 по 23 июня 2021 года.
Глава администрации Липецкой области с 14 апреля 1998 по 2 октября 2018 (временно исполняющий обязанности губернатора Липецкой области с 17 мая по 19 сентября 2014). Председатель Липецкого областного совета депутатов с 5 мая 1992 по 12 апреля 1998.

## Биография
Олег Королёв родился в рабочем посёлке Тербуны Курской области (ныне в составе Липецкой области). Был пятым из шести детей в семье. Отец, участник трех войн, работал инженером на предприятии «Сельхозтехника», мать — бухгалтер.
Окончил[когда?] техникум лесного хозяйства и заочное отделение Саратовского сельхозинститута, а также Ростовскую высшую партийную школу.
В 1973 году был определён лесничим в Долгоруковское лесничество Тербунского лесхоза. Затем[когда?] занимал ряд низших партийных должностей в Долгоруковском районе Липецкой области: инструктор Долгоруковского райкома КПСС, заместитель председателя — секретарь партбюро колхоза «Путь к коммунизму». Одновременно продолжал заочную учёбу в Саратовском сельхозинституте. В 1978—1984 годах — председатель колхоза «Память Ильича».
С 1985 года — второй секретарь Долгоруковского райкома КПСС, с 1987 года — первый секретарь Добринского райкома КПСС. После ухода с поста стал генеральным директором объединения «Липецкводмелиорация» (1989—1990).

## Политическая карьера
В 1990 году был избран депутатом Липецкого областного Совета народных депутатов. С 1990 по 1992 год возглавлял аграрную комиссию облсовета. В августе 1991 года вышел из КПСС; до 2003 года не был членом ни одной политической партии. В мае 1992 года был избран председателем липецкого областного Совета депутатов и оставался на этой должности вплоть до избрания главой администрации области в 1998 году.
22 сентября 1993 года малый совет липецкого облсовета принял решение о неконституционности указа № 1400 президента Российской Федерации «О поэтапной конституционной реформе в Российской Федерации» и подтвердил своё решение месяц спустя. Вплоть до 26 ноября 1993 года липецкий облсовет по инициативе Королёва руководствовался указаниями вице-президента А. В. Руцкого и постановлениями Верховного Совета Российской Федерации.
В ноябре 1993 года Королёв был избран депутатом Совета Федерации I созыва, получив 27,4 % голосов (всего в округе баллотировалось 5 кандидатов). Входил в состав комитета по бюджету и финансам, впоследствии — комитета по аграрной политике.
В январе 1996 года вошёл в состав Совета Федерации II созыва. По предложению Е. С. Строева был избран заместителем председателя Совета Федерации.

## Научная деятельность
Доктор экономических наук. Тема докторской диссертации: «Социально-экономическое развитие региона и его предприятий на основе повышения эффективности человеческого капитала» (2007), защищена через два года после получения кандидатской степени. Согласно анализу Диссернета, в диссертации наличествуют неоформленные заимствования из работ других авторов. На 2020 год, система РИНЦ содержала 18 наименований публикаций с участием Королёва, индекс Хирша — 5.

## Губернатор
12 апреля 1998 года на выборах главы администрации Липецкой области Королёв получил 79,38 % голосов. Действовавший до выборов глава областной администрации М. Т. Наролин набрал всего 13,81 % голосов. Избрание Королёва стало большой неожиданностью для политической и деловой элиты региона: несмотря на некоторые идеологические разногласия, Королёв считался «человеком Наролина», поскольку в 1993 году он работал в предвыборном штабе последнего, пользовался его покровительством. Руководство Новолипецкого металлургического комбината, ведущего предприятия области, обеспечивавшего до 25 % поступлений в областной бюджет, поддерживало на выборах обоих.
Поддержку Королёву на выборах оказал широкий спектр партий и движений: от леворадикального Союза офицеров Станислава Терехова до региональной организации «Яблоко» и «Монархического центра». Однако самой влиятельной силой в составе этого блока были коммунисты. КПРФ сняло своего кандидата в пользу Королёва, а лидер партии Г. А. Зюганов лично призывал избирателей голосовать за Королёва.
О. П. Королёв поддержал появившуюся в конце 1990-х годов идею переименования должности «губернатор Липецкой области» в «главу администрации Липецкой области». В регионах, где введены подобные посты, свою инициативу объясняли тем, что губерний в России нет.

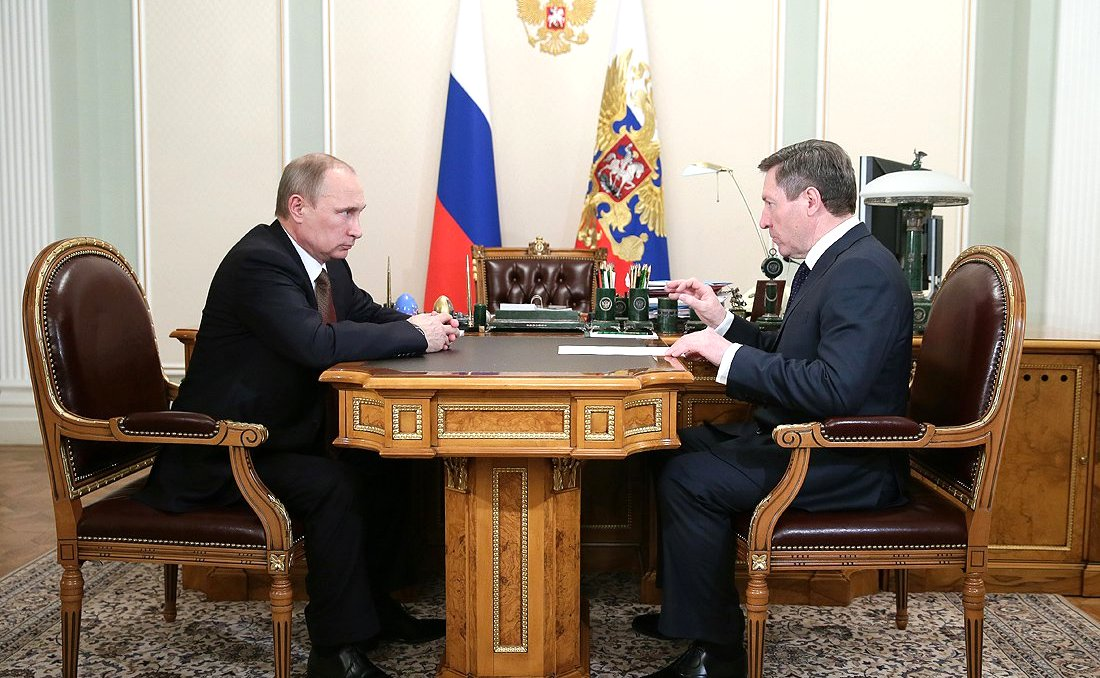
C Президентом России Владимиром Путиным. 2014 год

14 апреля 2002 года Королёв был переизбран на пост губернатора Липецкой области.
С 19 июля 2004 по 16 марта 2005 и с 6 апреля по 22 ноября 2016 — член президиума Государственного совета Российской Федерации.
В 2005 году переутверждён на этой должности Липецким областным советом по представлению Президента РФ В. В. Путина.
22 апреля 2010 года Президент Российской Федерации Д. А. Медведев внёс на рассмотрение Липецкого областного Совета депутатов кандидатуру Олега Петровича Королёва для наделения его полномочиями главы администрации Липецкой области. 26 апреля депутаты Липецкого областного совета депутатов проголосовали за наделение Олега Королева полномочиями высшего должностного лица Липецкой области (49 — «за», 2 — «против»). 1 июня 2010 года официально вступил в должность главы администрации Липецкой области.
О. П. Королёв один из первых глав регионов заявил о необходимости развития кооперации и народных предприятий в России, о внедрении краудсорсинга в систему государственного управления. Инициированный им проект «Портал неравнодушных» заработал 7 июля 2014 года и был закрыт с приходом временного исполняющего обязанности губернатора Липецкой области Игоря Артамонова.
14 сентября 2014 года Олег Королёв получил 80,31 % голосов избирателей на выборах главы администрации Липецкой области. 19 сентября официально вступил в должность. Полномочия О. П. Королёва должны были закончиться в сентябре 2019 года.
После отставки Амана Тулеева c должности губернатора Кемеровской области 1 апреля 2018 года являлся вторым по продолжительности пребывания на посту главой российского региона (20 лет) после Евгения Савченко.
2 октября 2018 года на сайте администрации Липецкой области появилась информация об уходе Олега Королёва с должности губернатора Липецкой области.
В тот же день Президент Российской Федерации Владимир Путин подписал указ «О досрочном прекращении полномочий главы администрации Липецкой области», приняв отставку главы администрации Липецкой области Королева О. П. по собственному желанию.

## Член Совета Федерации
С 15 ноября 2018 года — депутат Липецкого областного совета. Получил мандат решением Политсовета липецкого регионального отделения партии «Единая Россия». В тот же день врио губернатора Липецкой области Игорь Артамонов делегировал Олега Королёва в Совет федерации от исполнительной власти Липецкой области.
В мае 2021 года совершил ДТП в Липецке, после чего был задержан сотрудниками ГИБДД. Нарушение ПДД объяснил проблемами с сердцем и отрицал употребление алкоголя. От медицинского освидетельствования отказался. Партия «Единая Россия» приостановила членство Королёва по его собственному желанию, до конца разбирательства по делу о дорожном происшествии. 17 июня 2021 года СМИ сообщили о написании Королёвым заявления о сложении полномочий по состоянию здоровья. В ходе заседания 23 июня Совет Федерации досрочно прекратил полномочия О. П. Королёва.

## Личная жизнь
Женат. Имеет двоих детей.
Дочь, Королёва Ольга Олеговна, окончила в 2007 году МГУ им. Ломоносова, юрист.
Сын, Королёв Роман Олегович (род. 1978), юрист, окончил Воронежский университет. С августа 2006 года прокурор Липецкого района; стал при этом самым молодым прокурором региона. 17 февраля 2011 года назначен заместителем прокурора Курской области. С марта 2018 года возглавляет правовое управление ОЭЗ «Липецк».
В сентябре 2015 года Роман Королёв сбил насмерть на своем Volkswagen Touareg 57-летнюю местную жительницу Аллу Алпееву. Родственники погибшей, получившие компенсацию в 1 млн руб от подсудимого, особых претензий к нему не имеют, говоря, что «его бог простит». Черемисиновский районный суд Курской области 15 ноября 2017 г. приговорил его к трем годам условно.
За 2018 год Олег Королёв задекларировал доход в 4 миллиона 677 тысяч рублей. Его супруга заработала 2 054 502 рубля. Также в собственности сенатора находится квартира площадью в 118,5 квадратных метров, два гаража, автомобиль Toyota Land Cruiser-76 и ещё одна квартира на двоих с супругой в 92 м².

## Происшествия
13 мая 2021 года Королёв, находясь в состоянии алкогольного опьянения за рулём джипа на спущенных колесах, сбил пару знаков, несколько раз выехал на встречную полосу и, пытаясь избежать столкновения с опорой моста на улице Зои Космодемьянской, допустил столкновение с легковым автомобилем.
После этого политик скрылся с места ДТП, однако был остановлен нарядом ДПС.
Королёв отказался проходить медэкспертизу на наличие алкоголя в крови, объясняя свои действия тем, что он заснул в машине. Позже Королёв заявил, что у него «придавило сердце».

## Награды
- Орден «За заслуги перед Отечеством» III степени
- Орден «За заслуги перед Отечеством» IV степени
- Орден Дружбы
- Благодарность Президента Российской Федерации (4 октября 2008) — за активную работу по реализации приоритетного национального проекта «Развитие АПК»[25].
- Благодарность Президента Российской Федерации (27 января 2010) — за активное участие в подготовке и проведении заседаний Государственного совета Российской Федерации[26].
- Благодарность Президента Российской Федерации (24 февраля 2012) — за большой вклад в социально-экономическое развитие субъектов Российской Федерации и многолетнюю добросовестную работу
- Почётная грамота правительства Российской Федерации (23 февраля 2007) — за большой личный вклад в социально-экономическое развитие Липецкой области и многолетний добросовестный труд[27]
- Медаль «За заслуги» (Федеральная служба судебных приставов РФ)[28]
- Памятная медаль МЧС России «365 лет Пожарной охране»[29].
- Почётный гражданин Липецка (2009)
- Российский биографический институт присвоил Королёву звание «человек года» в области политики (1997)
- Почётный нагрудный знак «За заслуги перед городом Липецком»
- Орден «Строительная слава» (2014, Российский Союз строителей)[30]
- Почётная медаль «За заслуги в деле защиты детей России» (13 марта 2015)[31]
- Орден преподобного Серафима Саровского 2 степени (2017)[32]
- Медаль «В память 100-летия восстановления Патриаршества в Русской Православной Церкви» (РПЦ, 2018)
- Почётный гражданин Липецкой области (2018)